# Glaucocharis
Genre
Synonymes
- Ditomoptera Hampson, 1893[1]
- Pagmania Amsel, 1961[1]
- Pareromene Osthelder, 1941[1]

Glaucocharis est un genre de lépidoptères (papillons) de la famille des Crambidae.

## Liste d'espèces
Selon BioLib (6 avril 2019) :
- Glaucocharis alypophanes (Turner, 1904)
- Glaucocharis dilatella (Meyrick, 1879)
- Glaucocharis euchromiella (Ragonot, 1895)
- Glaucocharis microxantha (Meyrick, 1897)
- Glaucocharis molydocrossa (Turner, 1904)
- Glaucocharis ochracealis (Walker, 1866)
- Glaucocharis pauli Gaskin, 1985
- Glaucocharis pogonias (Turner, 1911)
- Glaucocharis queenslandensis (Gaskin, 1975)
- Glaucocharis stenura (Turner, 1904)
- Glaucocharis torva (T. P. Lucas, 1898)

Selon Catalogue of Life (6 avril 2019) :
- Glaucocharis aeolocnemis Meyrick, 1931
- Glaucocharis ajaxella Bleszynski, 1966
- Glaucocharis alatella Wang & Sung, 1988
- Glaucocharis albilinealis Hampson, 1896
- Glaucocharis alypophanes Turner, 1904
- Glaucocharis amydra Tams, 1935
- Glaucocharis apiculella Wang & Sung, 1988
- Glaucocharis assamensis Gaskin, 1988
- Glaucocharis auriscriptella Walker, 1864
- Glaucocharis bathrogramma Meyrick, 1933
- Glaucocharis beculella Wang & Sung, 1988
- Glaucocharis bifidella Wang & Sung, 1988
- Glaucocharis bilinealis Amsel, 1961
- Glaucocharis bipunctella Walker, 1860
- Glaucocharis brandti Gaskin, 1985
- Glaucocharis burmanella Gaskin, 1988
- Glaucocharis calliptera Tams, 1935
- Glaucocharis celebesensis Gaskin, 1975
- Glaucocharis cheesmani Gaskin, 1975
- Glaucocharis chelatella Wang & Sung, 1988
- Glaucocharis chrysoclyta Meyrick, 1882
- Glaucocharis clandestina Gaskin, 1985
- Glaucocharis classeyi Gaskin, 1985
- Glaucocharis clytia Bleszynski, 1966
- Glaucocharis comparella Gaskin, 1985
- Glaucocharis copernici Bleszynski, 1965
- Glaucocharis dialitha Tams, 1935
- Glaucocharis dilatella Meyrick, 1879
- Glaucocharis ediella Gaskin, 1985
- Glaucocharis eichhorni Gaskin, 1975
- Glaucocharis elaina Meyrick, 1882
- Glaucocharis electra Bleszynski, 1965
- Glaucocharis epiphaea Meyrick, 1885
- Glaucocharis equestris Meyrick, 1931
- Glaucocharis euchromiella Ragonot, 1895
- Glaucocharis exotica Gaskin, 1975
- Glaucocharis exsectella Christoph, 1881
- Glaucocharis fehrei Gaskin, 1985
- Glaucocharis fijiensis Gaskin, 1985
- Glaucocharis flavescens Gaskin, 1975
- Glaucocharis forcipella Wang & Sung, 1988
- Glaucocharis furculella Wang & Sung, 1988
- Glaucocharis fusca Gaskin, 1975
- Glaucocharis fuscobasella Snellen, 1900
- Glaucocharis fuscopinna Gaskin, 1988
- Glaucocharis griseolalis Hampson, 1895
- Glaucocharis haganella Gaskin, 1985
- Glaucocharis harmonica Meyrick, 1888
- Glaucocharis helioctypa Meyrick, 1882
- Glaucocharis himalayana Gaskin, 1988
- Glaucocharis hobbyi Gaskin, 1975
- Glaucocharis holanthes Meyrick, 1885
- Glaucocharis ibatianensis Gaskin, 1975
- Glaucocharis incisella Bleszynski, 1970
- Glaucocharis infundella Wang & Sung, 1988
- Glaucocharis interruptus Felder, 1875
- Glaucocharis javaensis Gaskin, 1975
- Glaucocharis kangraensis Gaskin, 1988
- Glaucocharis khasiella Gaskin, 1988
- Glaucocharis lathonia Bleszynski, 1966
- Glaucocharis lepidella Walker, 1866
- Glaucocharis leucoxantha Meyrick, 1882
- Glaucocharis lunatella Wang & Sung, 1988
- Glaucocharis margretella Gaskin, 1985
- Glaucocharis melistoma Meyrick, 1931
- Glaucocharis melli Caradja & Meyrick, 1933
- Glaucocharis metallifera Butler, 1877
- Glaucocharis microdora Meyrick, 1905
- Glaucocharis microxantha Meyrick, 1897
- Glaucocharis minimalis Hampson, 1919
- Glaucocharis minutalis Hampson, 1893
- Glaucocharis molleri Gaskin, 1988
- Glaucocharis molydocrossa Turner, 1904
- Glaucocharis moriokensis Okano, 1962
- Glaucocharis morobella Bleszynski, 1966
- Glaucocharis muscela Fryer, 1912
- Glaucocharis mutuurella Bleszynski, 1965
- Glaucocharis natalensis Hampson, 1919
- Glaucocharis neotafanella Gaskin, 1985
- Glaucocharis novaehebridensis Gaskin, 1975
- Glaucocharis ochracealis Walker, 1866
- Glaucocharis ochronella Wang & Sung, 1988
- Glaucocharis ochrophanes Meyrick, 1931
- Glaucocharis octacornutella Wang & Sung, 1988
- Glaucocharis omeishani Bleszynski, 1965
- Glaucocharis palidella Wang & Sung, 1988
- Glaucocharis papuanensis Gaskin, 1985
- Glaucocharis paradisella Bleszynski, 1966
- Glaucocharis parmulella Wang & Sung, 1988
- Glaucocharis parorma Meyrick, 1924
- Glaucocharis pauli Gaskin, 1985
- Glaucocharis penetrata Meyrick, 1933
- Glaucocharis pilcheri Gaskin, 1988
- Glaucocharis planetopa Meyrick, 1923
- Glaucocharis pogonias Turner, 1911
- Glaucocharis pomae Wang & Sung, 1988
- Glaucocharis praemialis Meyrick, 1931
- Glaucocharis preangerella Gaskin, 1975
- Glaucocharis properpraemialis Gaskin, 1975
- Glaucocharis pyrsophanes Meyrick, 1882
- Glaucocharis queenslandensis Gaskin, 1975
- Glaucocharis qujingella Wang & Sung, 1988
- Glaucocharis ramona Bleszynski, 1965
- Glaucocharis rectifascialis Gaskin, 1988
- Glaucocharis reniella Wang & Sung, 1988
- Glaucocharis rhamphella Wang & Sung, 1988
- Glaucocharis robinsoni Gaskin, 1985
- Glaucocharis rosanna Bleszynski, 1965
- Glaucocharis rosannoides Bleszynski, 1965
- Glaucocharis rossi Gaskin, 1985
- Glaucocharis rothschildi Gaskin, 1985
- Glaucocharis rusticula Meyrick, 1931
- Glaucocharis selenaea Meyrick, 1885
- Glaucocharis sericophthalma Meyrick, 1933
- Glaucocharis sikkimella Gaskin, 1988
- Glaucocharis simmondsi Gaskin, 1975
- Glaucocharis spinulella Wang & Sung, 1988
- Glaucocharis stella Meyrick, 1938
- Glaucocharis stenura Turner, 1904
- Glaucocharis subalbilinealis Bleszynski, 1965
- Glaucocharis sumatraensis Gaskin, 1975
- Glaucocharis swanni Gaskin, 1988
- Glaucocharis taeniata Wang & Sung, 1988
- Glaucocharis tafanella Gaskin, 1985
- Glaucocharis taphrophracta Meyrick, 1934
- Glaucocharis torva Lucas, 1898
- Glaucocharis tripunctata Moore, 1888
- Glaucocharis tyriochrysa Meyrick, 1933
- Glaucocharis vermeeri Bleszynski, 1965
- Glaucocharis xanthogramma Meyrick, 1931

Selon NCBI (6 avril 2019) :
- Glaucocharis alypophanes
- Glaucocharis dilatella
- Glaucocharis molydocrossa
- Glaucocharis ochracealis
- Glaucocharis pogonias
- Glaucocharis queenslandensis
- Glaucocharis stenura